# Władysław Dąbrowski (1906–1939)
Władysław Dąbrowski (ur. 27 czerwca 1906 w Zazdrości koło Niegowa, zm. 13 września 1939) – kapitan piechoty Wojska Polskiego.
W kampanii wrześniowej 1939 dowodził 1 kompanią ckm w I batalionie 71 pułku piechoty. Pułk brał udział w kolejnych bitwach między innymi pod Jakacią Dworną, gdzie I/71 pp odniósł zwycięstwo rozbijając oddziały grupy pancernej z dywizji „Kempf” i zdobywając wiele sprzętu niemieckiego. Po zajęciu przez Niemców Zambrowa w dniu 10 września 18 Dywizja Piechoty znalazła się w okrążeniu. Dowódca dywizji płk dypl. Stefan Kossecki wydał rano 11 września rozkaz 71 pp do natarcia na Zambrów i otworzenia drogi odwrotu dla dywizji w kierunku na Nur nad Bugiem. W bitwie 11 września I batalion 71 pp pod silnym ogniem niemieckim około południa osiągnął rynek Zambrowa, jednak poniósł ciężkie straty. Poległ między innymi dowódca 1 kompanii ckm kpt. Władysław Dąbrowski, a pułk został zmuszony do odwrotu. W końcu 1939 r. rodzina kapitana otrzymała list z Niemieckiego Czerwonego Krzyża: "kpt. Władysław Dąbrowski zmarł z ran 13 września, miejsce pochowania nieustalone"; w liście znajdowała się obrączka ślubna kapitana. Natomiast szereg polskich publikacji z lat 70. i późniejszych opisujących Bitwę o Zambrów informuje, że poległ w niej między innymi dowódca 1 kompanii ckm kpt. W. Dąbrowski w dniu 11 września w Zambrowie.
W maju 2016 r. pasjonat historii z Zambrowa, w czasie prowadzenia rodzinnych badań genealogicznych, odnalazł samotną mogiłę dwóch poległych z września 1939 r. w rejonie niemieckiego szpitala polowego we wsi Dmochy-Wochy. Mieszkańcy poinformowali, że jednym z tam pochowanych żołnierzy jest Władysław Dąbrowski. Zapytany o informacje Niemiecki Czerwony Krzyż w 2017 r. przekazał, że według posiadanych dokumentów kpt. W. Dąbrowski został zabrany z pola walki w dniu 12 września do szpitala polowego, gdzie zmarł z ran 13 września 1939 r. Podano jego dane personalne i opis nieśmiertelnika. W dniu 13 stycznia 2018 r. odbyła się ekshumacja poległych, przeprowadzona przez ekipę Pomorskiego Uniwersytetu Medycznego ze Szczecina. Przy jednym z poległych żołnierzy odnaleziono fragment nieśmiertelnika, z literami "WSKI II", co wskazywało na nazwisko Dąbrowski II. Przeprowadzone w Pomorskim Uniwersytecie Medycznym pod kierunkiem dr. A. Ossowskiego badania porównawcze materiału DNA z ekshumacji i synów oficera potwierdziły jednoznacznie, że jednym z pochowanych w tej mogile był kpt. Władysław Dąbrowski II.
Pogrzeb kapitana i drugiego niezidentyfikowanego oficera odbył się zgodnie z ceremoniałem wojskowym dnia 11 maja 2018 r. w Zambrowie, po 78 latach i 8 miesiącach od bitwy. Szczątki zostały pochowane w zbiorowej mogile poległych w Bitwie o Zambrów na miejscowym cmentarzu przy ul. Krajewskiego.
Po odrestaurowaniu w 1995 roku Mauzoleum poległych członków kadry i absolwentów Szkoły Podchorążych Piechoty w Komorowie koło Ostrowi Mazowieckiej umieszczono na tablicy poległych członków kadry nazwisko kpt. Władysława Dąbrowskiego.

## Awanse
- podporucznik – 15 sierpnia 1930 (VII promocja) ze starszeństwem z 15 sierpnia 1930 i lokatą 122 na 277 mianowanych w korpusie oficerów zawodowych piechoty[8],
- porucznik – 14 marca 1933 w korpusie oficerów zawodowych piechoty, lokata 168[9],
- kapitan – 19 marca 1939 ze starszeństwem 19 marca 1939[10].